# Cylisticus
Cylisticus är ett släkte av kräftdjur som beskrevs av Schnitzler 1853. Cylisticus ingår i familjen Cylisticidae.

## Dottertaxa tillCylisticus, i alfabetisk ordning[1][2]
- Cylisticus albomaculatus
- Cylisticus anatolicus
- Cylisticus annulicornis
- Cylisticus anophthalmus
- Cylisticus aprutianus
- Cylisticus armenicus
- Cylisticus arnoldi
- Cylisticus bergomatius
- Cylisticus biellensis
- Cylisticus birsteini
- Cylisticus brachyurus
- Cylisticus caprariae
- Cylisticus carinatus
- Cylisticus caucasius
- Cylisticus cavernicolus
- Cylisticus ciscaucasius
- Cylisticus convexus
- Cylisticus cretaceus
- Cylisticus dentifrons
- Cylisticus desertorum
- Cylisticus discolor
- Cylisticus dobati
- Cylisticus esterelanus
- Cylisticus estest
- Cylisticus giljarovi
- Cylisticus gracilipennis
- Cylisticus igiliensis
- Cylisticus iners
- Cylisticus inferus
- Cylisticus lencoranensis
- Cylisticus ligurinus
- Cylisticus littoralis
- Cylisticus lobatus
- Cylisticus major
- Cylisticus mechthildae
- Cylisticus mitis
- Cylisticus montanus
- Cylisticus montivagus
- Cylisticus mrovdaghensis
- Cylisticus nasutus
- Cylisticus nivicomes
- Cylisticus opacus
- Cylisticus orientalis
- Cylisticus ormeanus
- Cylisticus pallidus
- Cylisticus pierantonii
- Cylisticus pontremolensis
- Cylisticus pugionifer
- Cylisticus racovitzai
- Cylisticus rotabilis
- Cylisticus sarmaticus
- Cylisticus silvestris
- Cylisticus strouhali
- Cylisticus suberorum
- Cylisticus transsylvanicus
- Cylisticus uncinatus
- Cylisticus urartuensis
- Cylisticus urgonis
- Cylisticus vandeli
- Cylisticus zangezuricus